# Shugendō
 (avril 2019).
Si vous disposez d'ouvrages ou d'articles de référence ou si vous connaissez des sites web de qualité traitant du thème abordé ici, merci de compléter l'article en donnant les références utiles à sa vérifiabilité et en les liant à la section « Notes et références ».

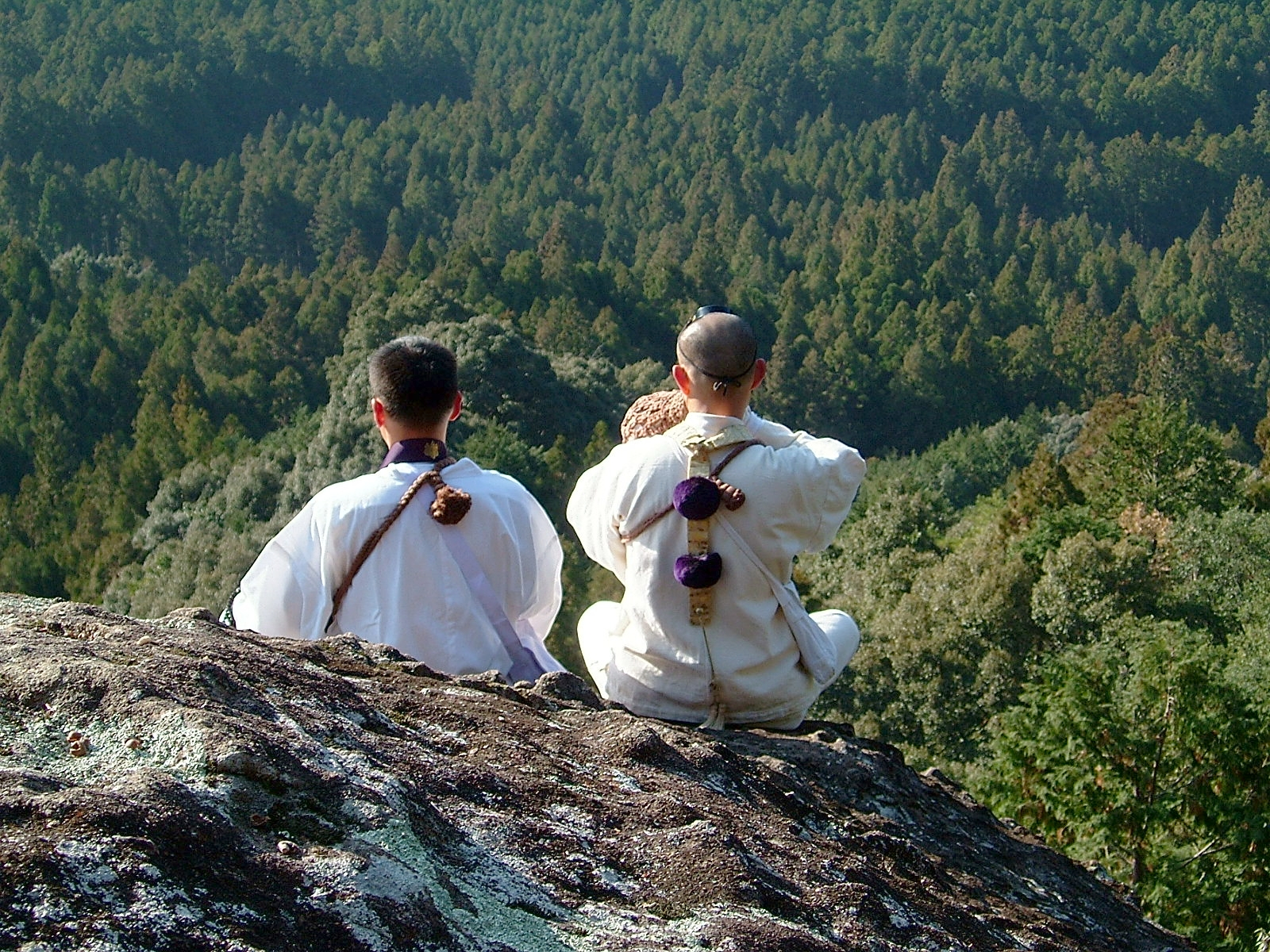
Pratiquants du shugendō dans les monts Kumano.

Le shugendō (修験道) est une tradition spirituelle millénaire japonaise (fortement influencée par le bouddhisme Vajrayana) où la relation entre l'homme et la nature est primordiale. « Shugendō » signifie littéralement « le chemin de la formation et de l'essai », ou voie de l'acquisition de la siddhi. Il porte sur l'ascétisme, la vie en montagne et inclut des enseignements d'autres philosophies orientales (animisme, shintoïsme, taoïsme, confucianisme). Le but du shugendō est le développement d'expériences de pouvoirs spirituels (gen) par la pratique (dō) vertueuse de l'ascèse (shu).
Les pratiquants du shugendō sont appelés shugenja (修験者) ou yamabushi (山伏).

## Histoire
Bien avant le VIIIe siècle, les habitants des villages de l'archipel japonais situés au pied des montagnes ont adopté des croyances conférant aux montagnes un caractère divin. La montagne est le domaine sacré d'une divinité objet d'un culte. Son accès est interdit aux humains ordinaires ; seuls des individus rompus à des pratiques ascétiques rigoureuses disposent du privilège d'entrer dans cet espace sacré et servent d'« intermédiaires entre les puissances des sommets et les humains ».
Le shugendō émerge au VIIIe siècle, lorsque des adeptes du bouddhisme ésotérique intègrent aux rites et concepts de cette tradition spirituelle originaire de l'Empire tibétain les croyances et pratiques ascétiques propres aux autochtones. Le mystique En no Gyōja, personnage mi-historique, mi-légendaire, fait alors figure de fondateur de cette nouvelle spiritualité. Les yamabushi, pratiquants du shugendō, d'abord isolés, se regroupent progressivement autour du mont Ōmine, des trois monts Dewa, du mont Hiko, du mont Ishizuchi, du mont Haku, du mont Tate, du mont Fuji, des monts Nikkō et du Daisen.
En 1872, dans le cadre de la loi de séparation du shintō et du bouddhisme, le shugendō est interdit par le gouvernement de Meiji,. À l'époque, le pouvoir en place au Japon veut marquer sa volonté d'extirper de la sphère religieuse nationale tout élément d'origine étrangère, l'influence bouddhiste en particulier. Il met tout en œuvre pour écarter les adeptes du shugendō des sanctuaires shintō qu'ils gèrent.

## Écoles doctrinales
Les universitaires présentent souvent le shugendō comme un syncrétisme, mais l'ethnologue japonais Sennichi Kanazawa est persuadé que le shugendō est le creuset d'où sont issus tous les bouddhismes japonais. Au fil des siècles, les doctrines du shugendō se teinteront des courants dans lesquels elles vont évoluer : avec les moines Kūkai, Shōbō (ja), Mongaku et Enchin, Zōyō, Jitsukaga, etc., ce sera le bouddhisme ésotérique des écoles Shingon et Tendai ; avec le moine Renkaku, ce sera le bouddhisme de l'école zen ; avec l'ascète poète Saigyō Hōshi, ce sera le bouddhisme de la Terre pure et avec le prince impérial Hachiko no Ōji (蜂子皇子), ce sera le shintoïsme, etc.
Actuellement, le shugendō est pratiqué par les écoles bouddhistes traditionnelles des temples Kinpusen-ji (branche Tonan shugen), le temple impérial Shōgo-in (branche Honzan shugen), le temple Daigo-ji Sanbō-in (branche Tozan shugen), le temple Seiganto-ji du Kumano Sanzan (branche Kumano shugen), les temples Kannon-ji et Shōzen-in (正善院, Haguro shugen des trois monts Dewa), les cinq temples (Gojuin) du village de Yoshino dans la préfecture de Nara, etc. Le shintoïsme a quelquefois supplanté les courants bouddhiques grâce à l'aide préfectorale (et politique) dans le nord-ouest et le centre du Japon (voir monts Haguro, Ontake ou Ishizuchi…)